# Gilly Flower
Gilly Flower (Londen, 26 augustus 1908 - 17 februari 2001) was een Brits actrice, die eigenlijk vooral bekend werd als Miss Abitha Tibbs (een van de twee oude dametjes) in de serie Fawlty Towers. 

## Filmografie
- Hello Mum televisieserie - Rol onbekend (Episode 1.2, 1987)
- Lenny Henry Tonite televisieserie - Rol onbekend (Afl., Pratt Outta Hell, 1986)
- Ever Decreasing Circles Televisieserie - Oude dame (Afl., The Tea Party, 1984)
- That's My Boy televisieserie - Lady White (Afl., Unfair Dismissal, 1984)
- Only Fools and Horses televisieserie - Miss Tibbs (Afl., Homesick, 1983)
- Juliet Bravo Oude vrouw (Afl., Doors, 1983)
- Terry and June televisieserie - Mrs. Good (Afl., The Auction, 1982)
- Blood Money (Mini-serie, 1981) - Molly Irons
- Fawlty Towers televisieserie - Miss Abitha Tibbs (12 afl., 1975, 1979)
- Angels televisieserie - Rol onbekend (Afl., The Visitor, 1978)
- The Fall and Rise of Reginald Perrin televisieserie - Klant in winkel (Afl., Jimmy's Offer, 1977)
- Beryl's Lot Televisieserie - Mrs. Norris (Episode 3.13, 1977)
- Steptoe and Son televisieserie - Rol onbekend (Afl., Oh What a Beautiful Mourning, 1972|Seance in a Wet Rag and Bone Yard, 1974)
- Happy Ever After Televisieserie - Hotelgaste (Afl., The Hotel, 1974)
- Thriller televisieserie - Miss Cardiff (Afl., K Is for Killing, 1974)
- Oh Father! televisieserie - Drapers assistent (Afl., A Little Law, 1973)
- Z Cars televisieserie - Klant (Afl., Skin Game, 1973, niet op aftiteling)
- Emma (Mini-serie, 1972) - Nanny
- The Two Ronnies Televisieserie - Rol onbekend (Episode 1.5, 1971)
- Play for Today televisieserie - Figurant zonder tekst (Afl., Angels Are So Few, 1970)
- Work Is a 4-Letter Word (1968) - Auntie Winnie
- The Wednesday Play televisieserie - The Unconfident #4 (Afl., The Confidence Course, 1965)
- The New Hotel (1932) - Rol onbekend